# Lorelai Gilmore
Lorelai Victoria Gilmore es un personaje de ficción en la serie de televisión Gilmore Girls, de la cadenas WB/CW, interpretada por la actriz Lauren Graham. Ella es un personaje clave a lo largo de la serie de siete años de ejecución desde octubre de 2000 hasta mayo de 2007, y el revival del 2016 Gilmore Girls: A Year in the Life. Lorelai es una madre soltera de una hija adolescente, Rory (Alexis Bledel). La dinámica de la monoparentalidad y la tensión entre Lorelai y sus ricos padres, Richard (Edward Herrmann) y especialmente su madre controladora, Emily (Kelly Bishop), forman el tema principal de la historia de la serie. Las parcelas secundarias implican varias dificultades financieras, intereses amorosos y otros enredos domésticos tanto para Lorelai como para su hija Rory.
Además de una relación de nuevo con Christopher Hayden, Lorelai tuvo algunas relaciones románticas que incluyeron a Max Medina (Scott Cohen), un maestro en Chilton a quien ella estuvo brevemente comprometida. Alex Lesman (Billy Burke), un empresario de café al aire libre; Jason Stiles (Chris Eigeman), un conocido de la infancia, y Luke Danes (Scott Patterson), el dueño de Luke's Diner en Stars Hollow, con quien siempre tuvo una fuerte conexión. A lo largo de los años, mientras frecuentaba el Luke's Diner, se convirtieron en amigos íntimos y finalmente se enamoraron. Luke y Lorelai se casan en el episodio "Fall" de la serie de renacimiento "A Year in the Life (Un año en la vida)". Lorelai se incluye a menudo en las listas de las mejores "mamás de la TV". Graham recibió elogios de la crítica por su actuación y ha sido nominada a varios premios, ganando dos Teen Choice Awards. También fue nominada para dos Screen Actors Guild Awards en 2000 y 2001 y por un Golden Globe Award en 2002.

## Arco

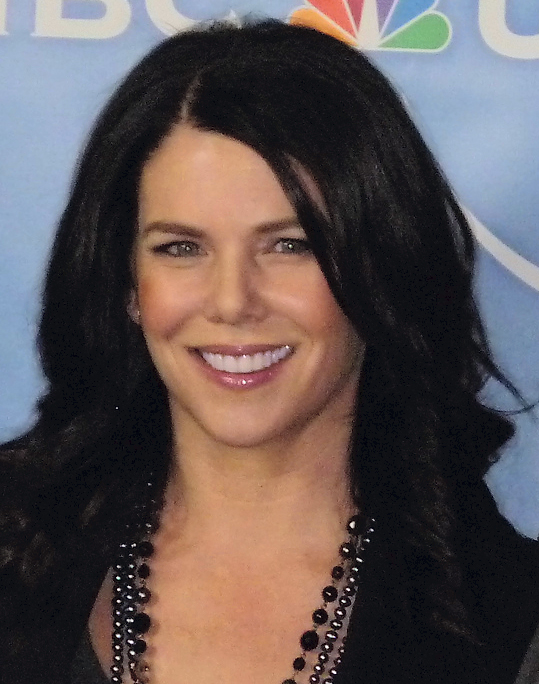
Lorelai Gilmore fue interpretada por Lauren Graham

### Background
Lorelai Victoria Gilmore nació el 25 de abril de 1968. Su signo zodiacal es tauro, luna en aries y ascendente en géminis. Vivió en Hartford, Connecticut con Richard y Emily Gilmore, padres ricos que intentaron criarla para ser una dama joven apropiada de la sociedad, ir a un colegio de la Ivy League, casarse con un hombre rico y de buena crianza, e incluso habían arreglado para que ella sea presentada a la sociedad. Sin embargo, Lorelai sabía que no era la vida que ella quería. De adolescentes (interpretado en flashbacks por Chelsea Brummet), Lorelai tuvo una relación con Christopher Hayden, el hijo de Straub y Francine Hayden. Ella descubrió que estaba embarazada a la edad de 16 años, antes de terminar la escuela secundaria. Esto avergonzó enormemente y decepcionó a sus padres, así como a los padres de Christopher.  El padre de éste, Straub Hayden, inicialmente sugirió que Lorelai tuviese un aborto, sin embargo Emily lo rechazó completamente, y Richard sugirió que los jóvenes deberían casarse en su lugar. Christopher aceptó, pero Lorelai se negó, convencida de que casarse tan joven simplemente no funcionaría. Cuando ella se dio cuenta de que estaba de parto, dejó una nota para sus padres y se fue sola al hospital. Después de que su hija, Rory, naciera el 8 de octubre de 1984, Lorelai vivió brevemente con sus padres y luego huyó a Stars Hollow, una pequeña ciudad en Connecticut rural, para encontrar su propia vida. La dueña de la posada de la Independencia, Mia, la recibió, le dio un trabajo como criada, y dejó que ella y Rory vivieran en la parte de atrás en un cobertizo renovado. El Independence Inn es donde conoció a su mejor amiga, Sookie St. James (Melissa McCarthy), que es chef ejecutivo en el Independence Inn. Lorelai fue creciendo en el trabajo y con los años eventualmente fue ascendida al cargo de gerente ejecutivo, su trabajo durante las primeras temporadas de la serie. Durante muchos años después de huir de casa, Lorelai casi no tenía contacto con sus padres, a excepción de las visitas durante las fiestas. 

### Historias
Cuando comienza la serie, Rory es aceptada en Chilton Preparatory School, una escuela secundaria privada y costosa. Para pagar los honorarios de la asistencia, Lorelai va como última opción a Emily y a Richard, que acuerdan prestar el dinero. A cambio de pagar por la inscripción de Rory en Chilton, Emily y Richard establecen las "cenas obligatorias del viernes por la noche" a las que Lorelai accedió a regañadientes, lo que les permitió conocer a su nieta. Lorelai se encuentra con el maestro de Rory, Max Medina (Scott Cohen) en la primera reunión de padres y maestros de Rory en Chilton.

### Los novios de Lorelai
Cuando su hija Rory empezó  en la escuela Chilton  conoció a Max Medina el profesor de lengua de Rory, salieron intermitentemente, estuvieron a punto de casarse pero Lorelai decidiendo que no estaba lista dejó a Max plantado y se dio por terminada su relación.
En cuanto volvió se encontró con Christopher (el padre de Rory)  un día en el Independence Inn (ex trabajo de Lorelai) se acostaron juntos y Chris le propuso volver a vivir con ella y Rory, en la boda de Sookie,
Sherry, la novia (actual esposa de Christopher) anunció que estaba embarazada por lo cual la promesa de una vida familiar no se cumplió. 
Salió brevemente con otros chicos pero nada como los noviazgos anteriormente mencionados.
El hijo del exjefe de Richard Gilmore se hizo su socio, Jason Stiles desde joven gusta de Lorelai por lo que decidió invitarla a salir, ella al principio rechazó la invitación pero en el partido Yale - Harvard sus padres pelearon y ella decidió ir con Jason, desde ese día contaron con una relación seria pero secreta, con algunos altibajos debido a las cargas laborales. Jason y Lorelai cortaron su relación cuando él decidió demandar a Richard por el romper sus acuerdos como socios.
Luke Danes siempre estuvo enamorado de Lorelai, pero se atrevió a dar el paso decisivo en la boda de su hermana Liz Danes al invitarla como su acompañante, Lorelai no notó las intenciones de Luke así que en la inauguración del Dragonfly (actual trabajo de Lorelai) decidió decirle lo que siente por ella, la besó y ella le correspondió, desde eso siguieron juntos con algunos altibajos pero el es el hombre con el que Lorelai compartiría su vida al final de la serie.
- Datos: Q2533281